# Safara
Safara ist ein Ort und eine Gemeinde Freguesia  in Portugal im Landkreis von  Moura, mit einer Fläche von 57,7 km² und 1078 Einwohnern (Stand 30. Juni 2011). Dies entspricht einer Einwohnerdichte von 18,7 Einwohnern/km².
Das Gebiet der Gemeinde wurde bereits von Kelten besiedelt. Später folgten die Römer und auch die Mauren hinterließen ihre Spuren. Selbst der Ortsname Safara kommt aus dem Arabischen und hat eine Verbindung mit der Landschaft der Hochebene auf der dieser Ort liegt, wo sich auch Namen wie Monte das Medinas finden. 

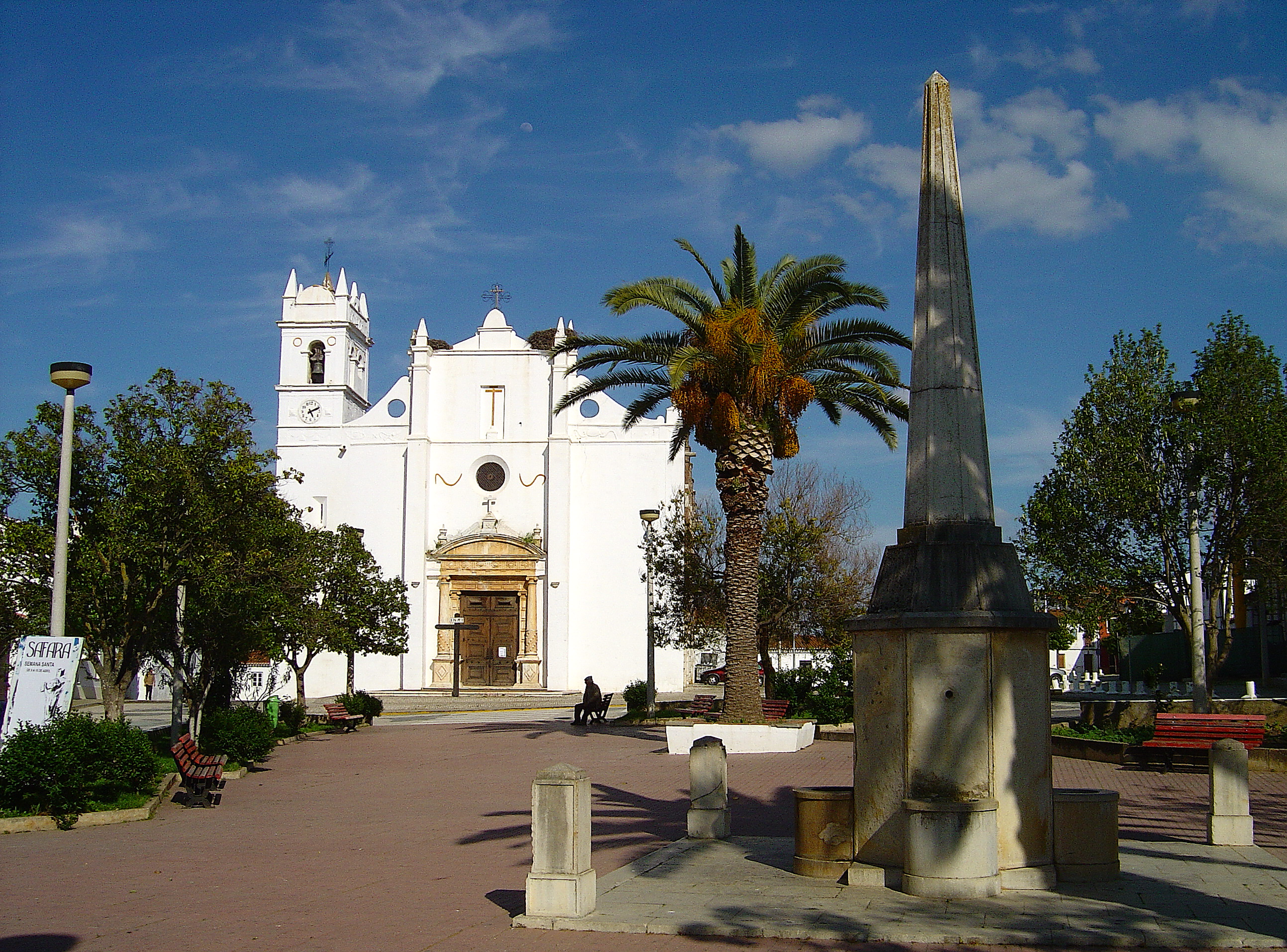
Barockkirche von Safara